# Fontenay-le-Vicomte
Fontenay-le-Vicomte és un municipi francès, situat al departament de l'Essonne i a la regió de Illa de França. L'any 2007 tenia 1.298 habitants.
Forma part del cantó de Mennecy, del districte d'Évry i de la Comunitat de comunes de la Val d'Essonne.

## Demografia

### Població
El 2007 la població de fet de Fontenay-le-Vicomte era de 1.298 persones. Hi havia 440 famílies, de les quals 81 eren unipersonals (64 homes vivint sols i 17 dones vivint soles), 107 parelles sense fills, 239 parelles amb fills i 13 famílies monoparentals amb fills.
La població ha evolucionat segons el següent gràfic:
Habitants censats

### Habitatges
El 2007 hi havia 443 habitatges, 430 eren l'habitatge principal de la família, 4 eren segones residències i 9 estaven desocupats. 371 eren cases i 71 eren apartaments. Dels 430 habitatges principals, 331 estaven ocupats pels seus propietaris, 87 estaven llogats i ocupats pels llogaters i 12 estaven cedits a títol gratuït; 14 tenien una cambra, 39 en tenien dues, 50 en tenien tres, 83 en tenien quatre i 244 en tenien cinc o més. 365 habitatges disposaven pel capbaix d'una plaça de pàrquing. A 141 habitatges hi havia un automòbil i a 272 n'hi havia dos o més.

### Piràmide de població
La piràmide de població per edats i sexe el 2009 era:
| Homes | Edats   | Dones |
| ----- | ------- | ----- |
| 0     | 95 o +  | 4     |
| 0     | 90 a 94 | 0     |
| 0     | 85 a 89 | 4     |
| 4     | 80 a 84 | 4     |
| 8     | 75 a 79 | 4     |
| 12    | 70 a 74 | 8     |
| 4     | 65 a 69 | 12    |
| 16    | 60 a 64 | 8     |
| 24    | 55 a 59 | 32    |
| 24    | 50 a 54 | 20    |
| 24    | 45 a 49 | 20    |
| 56    | 40 a 44 | 56    |
| 52    | 35 a 39 | 40    |
| 32    | 30 a 34 | 32    |
| 12    | 25 a 29 | 24    |
| 20    | 20 a 24 | 20    |
| 36    | 15 a 19 | 56    |
| 36    | 10 a 14 | 64    |
| 76    | 5 a 9   | 24    |
| 28    | 0 a 4   | 8     |

## Economia
El 2007 la població en edat de treballar era de 913 persones, 679 eren actives i 234 eren inactives. De les 679 persones actives 648 estaven ocupades (337 homes i 311 dones) i 31 estaven aturades (14 homes i 17 dones). De les 234 persones inactives 55 estaven jubilades, 129 estaven estudiant i 50 estaven classificades com a «altres inactius».

### Ingressos
El 2009 a Fontenay-le-Vicomte hi havia 432 unitats fiscals que integraven 1.322,5 persones, la mediana anual d'ingressos fiscals per persona era de 24.276 €.

### Activitats econòmiques
Dels 75 establiments que hi havia el 2007, 1 era d'una empresa extractiva, 1 d'una empresa de fabricació d'elements pel transport, 6 d'empreses de fabricació d'altres productes industrials, 16 d'empreses de construcció, 20 d'empreses de comerç i reparació d'automòbils, 2 d'empreses de transport, 4 d'empreses d'hostatgeria i restauració, 1 d'una empresa d'informació i comunicació, 5 d'empreses financeres, 3 d'empreses immobiliàries, 11 d'empreses de serveis, 2 d'entitats de l'administració pública i 3 d'empreses classificades com a «altres activitats de serveis».
Dels 25 establiments de servei als particulars que hi havia el 2009, 4 eren tallers de reparació d'automòbils i de material agrícola, 1 establiment de lloguer de cotxes, 1 paleta, 1 guixaire pintor, 6 fusteries, 2 lampisteries, 4 electricistes, 1 empresa de construcció, 3 restaurants i 2 agències immobiliàries.
L'únic establiment comercial que hi havia el 2009 era una botiga de mobles.
L'any 2000 a Fontenay-le-Vicomte hi havia 3 explotacions agrícoles que ocupaven un total de 126 hectàrees.

## Equipaments sanitaris i escolars
El 2009 hi havia una escola elemental.

## Poblacions més properes
El següent diagrama mostra les poblacions més properes.